# Dysmachus hradskyi
Dysmachus hradskyi là một loài ruồi trong họ Asilidae. Dysmachus hradskyi được Adamovic miêu tả năm 1971.